# 伊嚕格勒·雅蘇
雅苏（?—?），夜落隔氏（即药罗葛），甘州回鹘末代可汗。
宋仁宗曾经赐给伊噜格勒·雅苏历书。1032年，西夏李元昊继位，西征甘州，灭甘州回鹘。